# Павутиння Шарлотти 2: Велика пригода Вілбура
«Павутиння Шарлотти 2: Велика пригода Вілбура» (англ. Charlotte's Web 2: Wilbur's Great Adventure) — анімаційний фільм виробництва США. Продовження анімаційного фільму «Павутиння Шарлотти», що вийшов на студії Ханна-Барбера в 1973 року. Фільм вийшов відразу на відео в США 18 березня 2003.
| Мультфільми | Це незавершена стаття про анімаційний фільм. Ви можете допомогти проєкту, виправивши або дописавши її. |